# John Bull (personnage)
Pour les articles homonymes, voir John Bull et Bull.
 (février 2025).

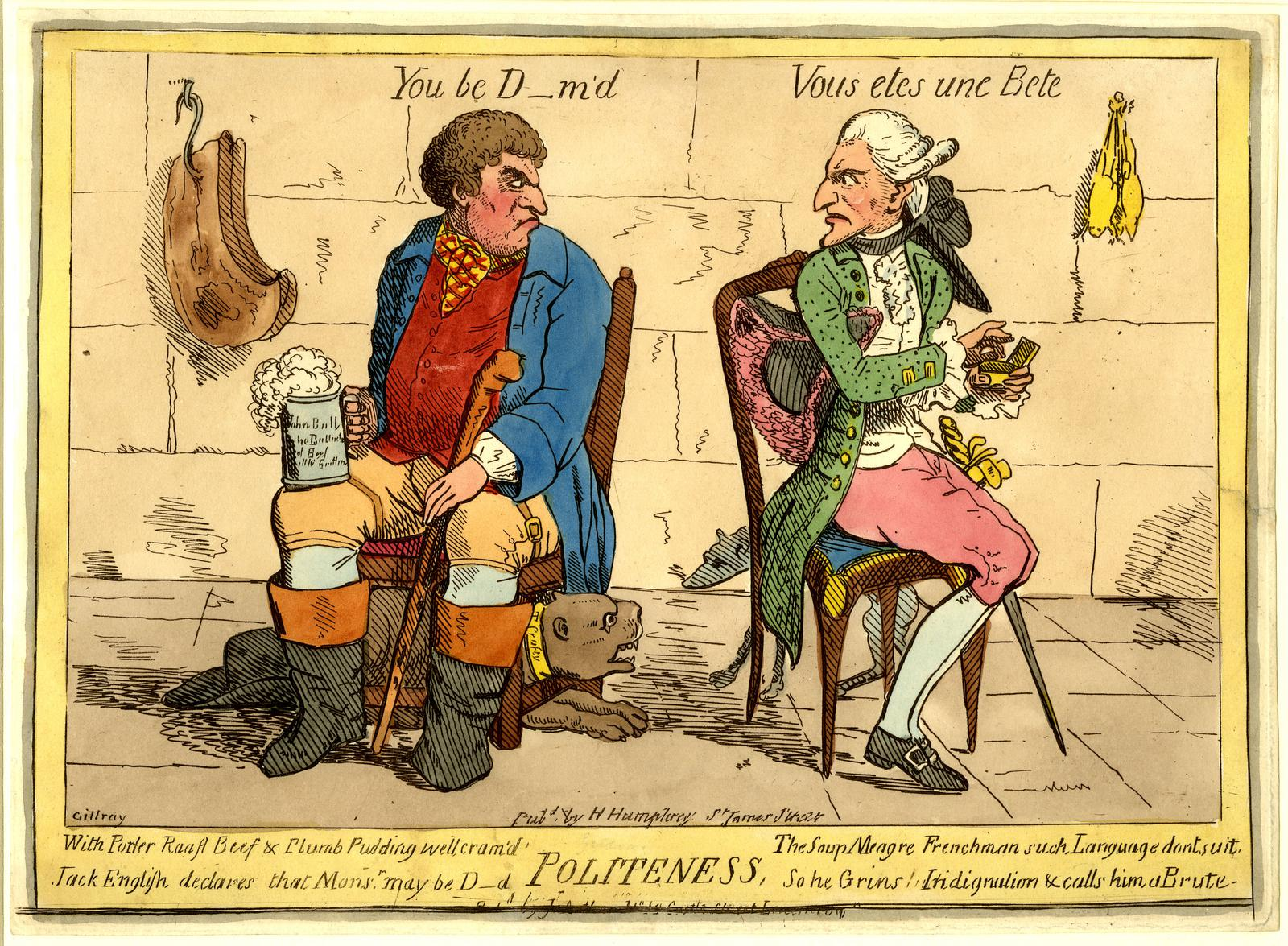
Politeness (Politesse), caricature de James Gillray, vers 1779. John Bull et un Français stéréotypé échangeant des insultes : et Vous etes une Bete. Accroché au mur derrière l'Anglais, du bœuf ; derrière le Français, des grenouilles. Avec John Bull, un bulldog robuste ; avec le Français, un lévrier lâche. Sur la chope de porter de John Bull est écrit.
With Porter Roaſt Beef and Plumb Pudding well cramm'd
Jack English declares Mons^{r}. may be D_____d
The Soup Meagre Frenchman such Language dont suit
So he Grins Indignation & calls him a Brute
Avec du porter, du rosbif et du plum-pudding, bien rassasié,
Jack English déclare que Monsieur doit être damné.
De tels mots ne conviennent pas au Français « soupe-maigre » ;
indigné, il a montré les dents, et l'a appellé une brute.

John Bull est le nom d'un personnage symbolisant le Royaume-Uni, et plus précisément l'Angleterre, ou encore l'Anglais typique. Son nom signifie « Jean le Taureau ». Le nom fait référence à l'association traditionnelle de la nation anglaise avec le taureau, ou avec le bœuf.
Créé par John Arbuthnot en 1712 et repris par le dessin de presse (James Gillray, Thomas Rowlandson, George Cruikshank) et les bandes dessinées, y compris aux États-Unis (Thomas Nast), John Bull est un bourgeois grassouillet portant un chapeau haut-de-forme et dont le gilet est taillé dans un Union Jack. Il est fréquemment accompagné d'un bulldog. Gentleman farmer conservateur, il sera explicitement utilisé comme antithèse du sans-culotte pendant la Révolution française,. Il est souvent mis à contribution pour les mobilisations militaires nationales, John Bull est l'homologue de l'Oncle Sam.
La femme de John Bull, Mrs Bull (« Mme Bull »), est apparue en même temps que son mari, dans l'ouvrage de 1712 de John Arbuthnott, The History of John Bull. Une homologue féminine, Joan Bull, a été créée à la fin des années 1920 par David Low, en réponse à l'émancipation des femmes.

## Histoire

### Première apparition
John Bull est apparu pour la première fois en tant que personnage dans la satire The History of John Bull. Ce texte, autrefois attribué à Jonathan Swift, a été écrit par John Arbuthnot, médecin de la reine Anne (r. 1702-1714). John Bull était la personnification de l'Angleterre dans une allégorie politique sur la guerre de Succession d'Espagne impliquant Nicholas Frog (« Nicolas Grenouille », les Provinces-Unies), Lewis Baboon (« Louis Babouin », Louis XIV), "Philip Baboon" (Philippe V), Esquire South (« Écuyer Sud », Charles VI), et la sœur de John Bull, Sister Peg (Écosse). The History of John Bull fut publiée en cinq parties entre mars et juillet 1712. 
Le travail d'Arbuthnot critiquait la faction Whig qui avait dominé le gouvernement depuis la révolution de 1688. Arbuthnot a adopté la position Tory selon laquelle la politique étrangère et l'intervention des Whigs dans les guerres européennes profitaient aux financiers au détriment de la nation. En conséquence, The History of John Bull décrit le personnage éponyme, un marchand de tissus, comme une partie réticente et trompée dans un procès prolongé et coûteux avec ses voisins, les autres nations européennes. The History of John Bull fut réimprimée en 1727 et en 1751. En 1761, une parodie séquelle parut : un Écossais a écrit Sister Peg, probablement James Ferguson, ou moins probablement David Hume,. Avant d'apparaître sous forme visuelle, le personnage de John Bull a été employé presque exclusivement par des écrivains écossais:101.

### En caricature

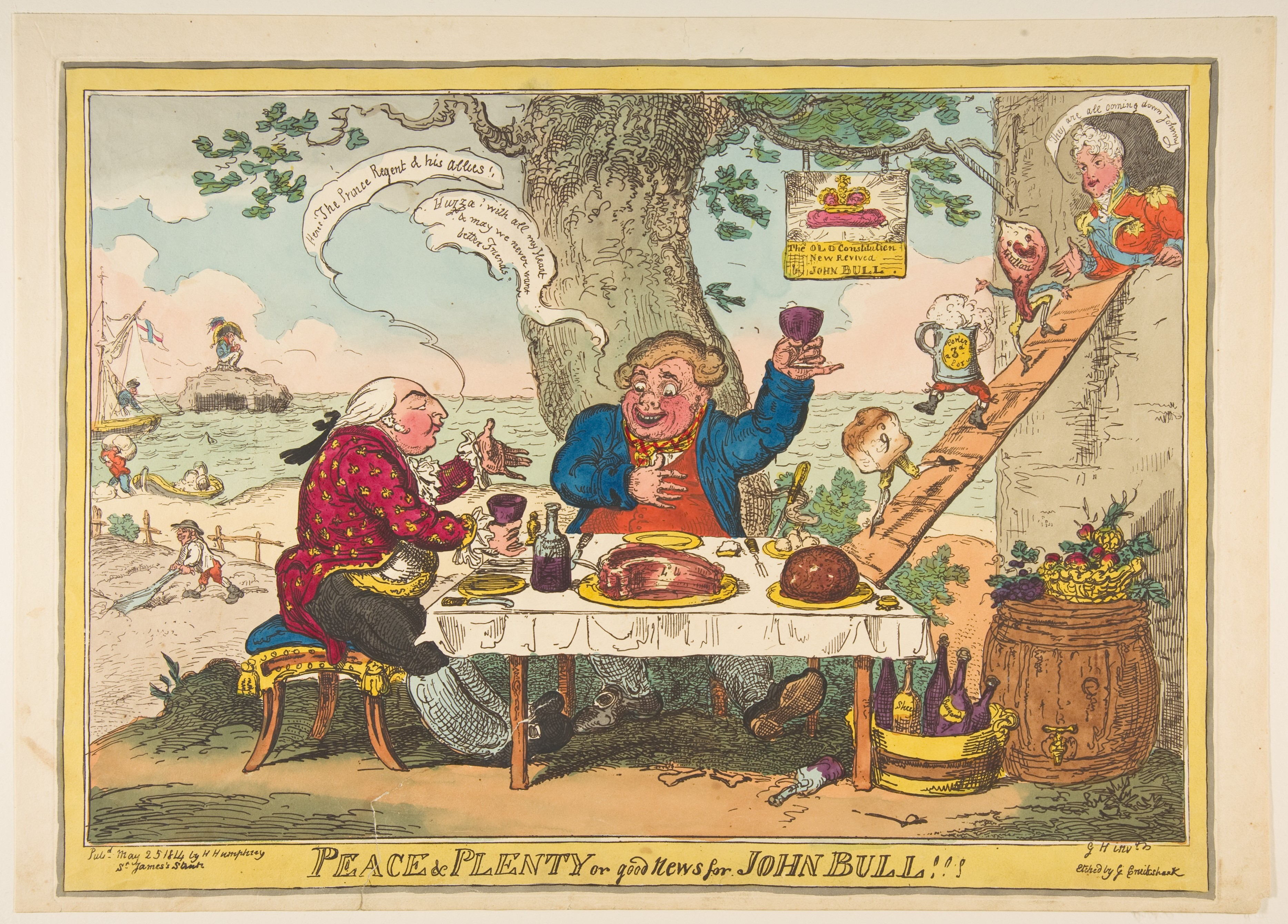
Peace & Plenty or Good News for John Bull!!!. Célébrant l'exil de Napoléon à l'île d'Elbe et la baisse du prix des aliments qui en résulte, John Bull dîne avec Louis XVIII de rosbif et de plum-pudding, et – à cette occasion – du. Le prince-régent, à l'intérieur du pub, fait descendre plus de mouton, de porter et de pain – le tout à des prix inférieurs. Caricature de George Cruikshank, 25 mai 1814,.

Dans les années 1760, au début du règne de George III et pendant le gouvernement de Jean Stuart, 3e comte de Bute, John Bull apparaît comme une caricature pour la première fois. Initialement, il était représenté avec une tête de taureau. Cependant, dans les années 1780, il était conventionnellement décrit comme un fermier ou un commerçant.
Pendant la révolution des sans-culottes à Paris, certains caricaturistes en 1789 ont dépeint une image négative de John Bull comme une parodie grotesque de la démocratie plébéienne ; James Gillray et Charles Williams ont tous deux réalisé des dessins de ce genre. À l'inverse, et surtout pendant la menace d'invasion de la Grande-Bretagne par Napoléon Ier, la déférence et le loyalisme traditionnels de John Bull ont été soulignés. Ces qualités avaient été promues par William Jones qui a écrit des lettres au personnage de John Bull dans une perspective anti-Jacobin.

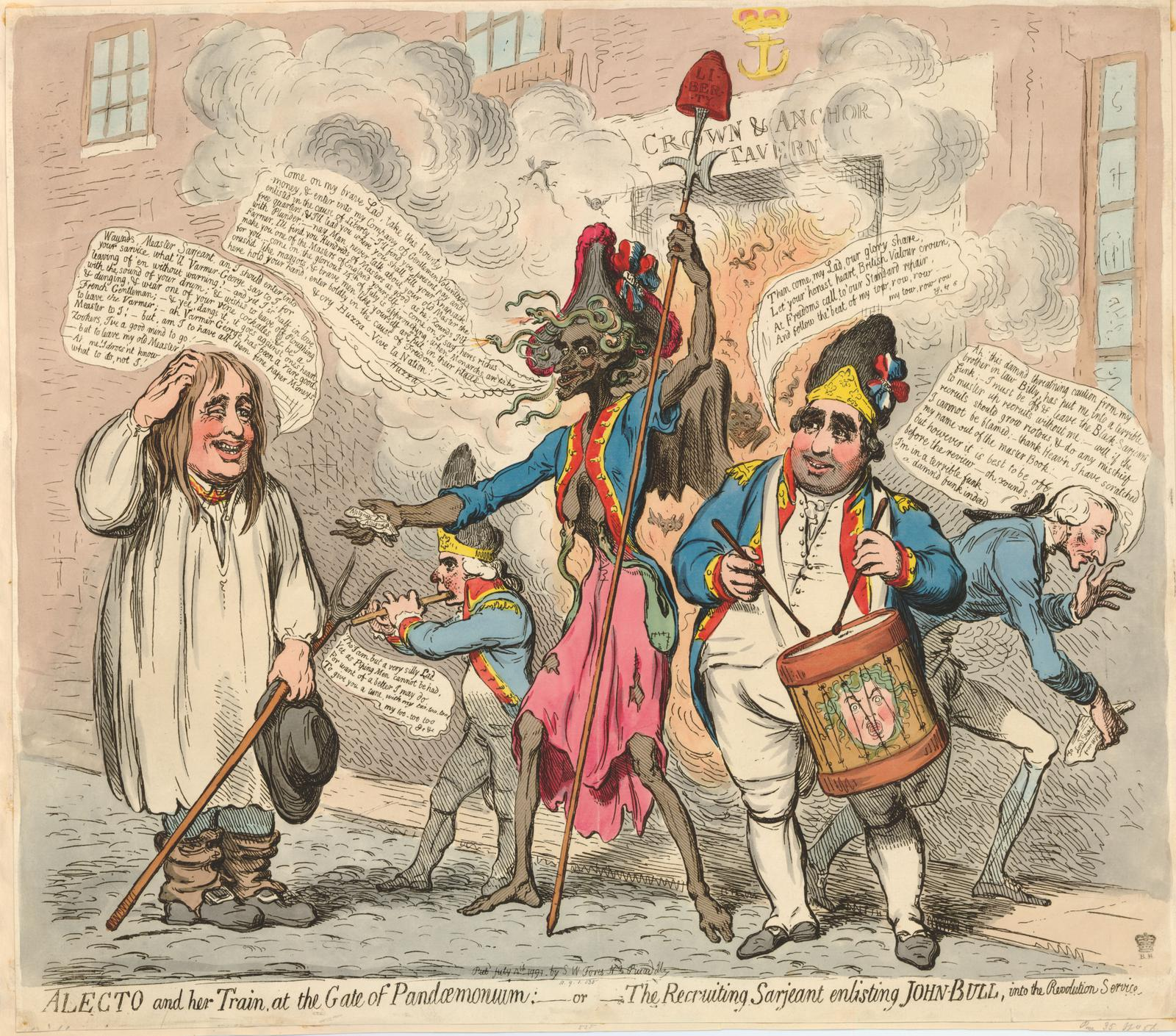
Alecto and her Train, at the Gate of Pandaemonium:—or—The Recruiting Sarjeant enlisting John-Bull, into the Revolution Service. John Bull en costume (sarrau) de paysan. Caricature de James Gillray, 4 juillet 1791.

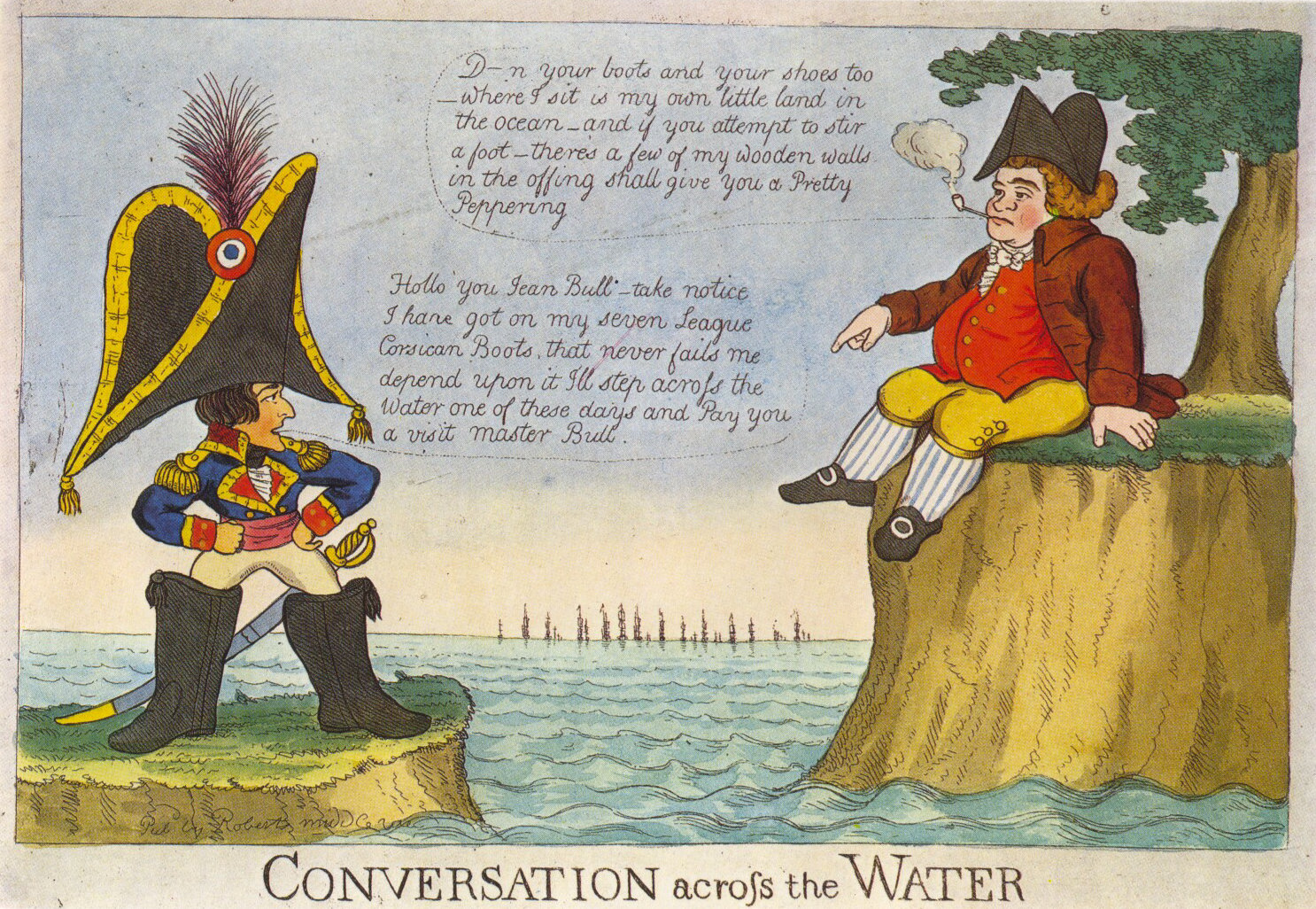
Napoléon Ier et John Bull discutent du projet français d'invasion du Royaume-Uni (1803-1805). Un autre symbole national, le Royal Oak (« chêne royal »), est visible à droite.

En juillet 1791, des radicaux de Londres ont organisé une célébration de l'anniversaire de la prise de la Bastille au pub Crown and Anchor, Strand (en). La Revolution Society a organisé l'événement, et Charles Stanhope, 3e comte Stanhope, Richard Brinsley Sheridan, et le chef de l'opposition, Charles James Fox, étaient attendus. Une vague de critiques de l'événement comprenait une caricature de Fox, Sheridan et Stanhope par Gillray, représentant John Bull – comme un paysan loyaliste du roi George III – tenté par Fox comme un sergent recruteur pour les républicains révolutionnaires français et l'infernal « Alecto » de la révolution. Alecto propose de payer John Bull en assignats. Cette caricature (« Alecto and her Train, at the Gate of Pandaemonium:—or—The Recruiting Sarjeant enlisting John-Bull, into the Revolution Service »), parmi d'autres, a probablement dissuadé la participation des politiciens Whigs à l'événement. Un événement de suivi, célébrant l'anniversaire de la nuit du 4 août 1789, a été annulé par le propriétaire du pub.

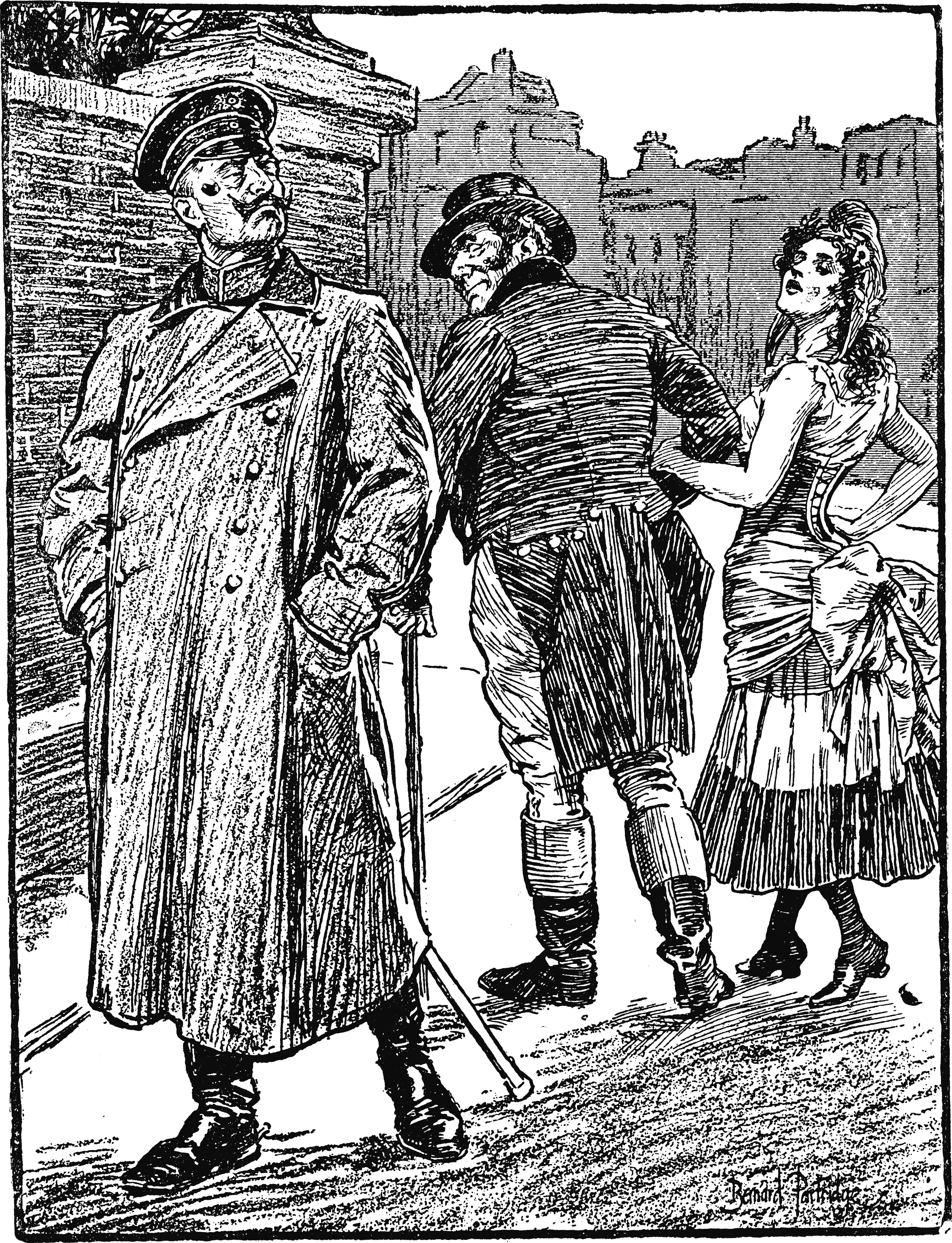
John Bull, en tenue typique, et Madame la France en robe tricolore, se moquant ensemble de l'attitude de l'Allemagne en matière de politique étrangère lors du discours du kaiser Guillaume II au Reichstag en novembre 1905. Caricature de pour Punch, 6 décembre 1905.

## Caractéristiques
Dans les caricatures, John Bull est généralement un homme assez gros. Au XVIIIe siècle, la corpulence était considérée comme une qualité positive, typique des portraits d'hommes et de femmes de l'époque. L'apparence de John Bull était un signe de bonne santé et de vigueur, plutôt qu'un symbole de mauvaise santé. La lourdeur saine de John Bull était surtout soutenue par le rosbif, ainsi que d'autres viandes rouges. À l'inverse, les personnages représentant des Français dans des caricatures patriotiques étaient représentés soit comme des paysans mal nourris mangeant des oignons, soit comme des aristocrates maigres et efféminés vêtus d'habits à la mode versaillais.

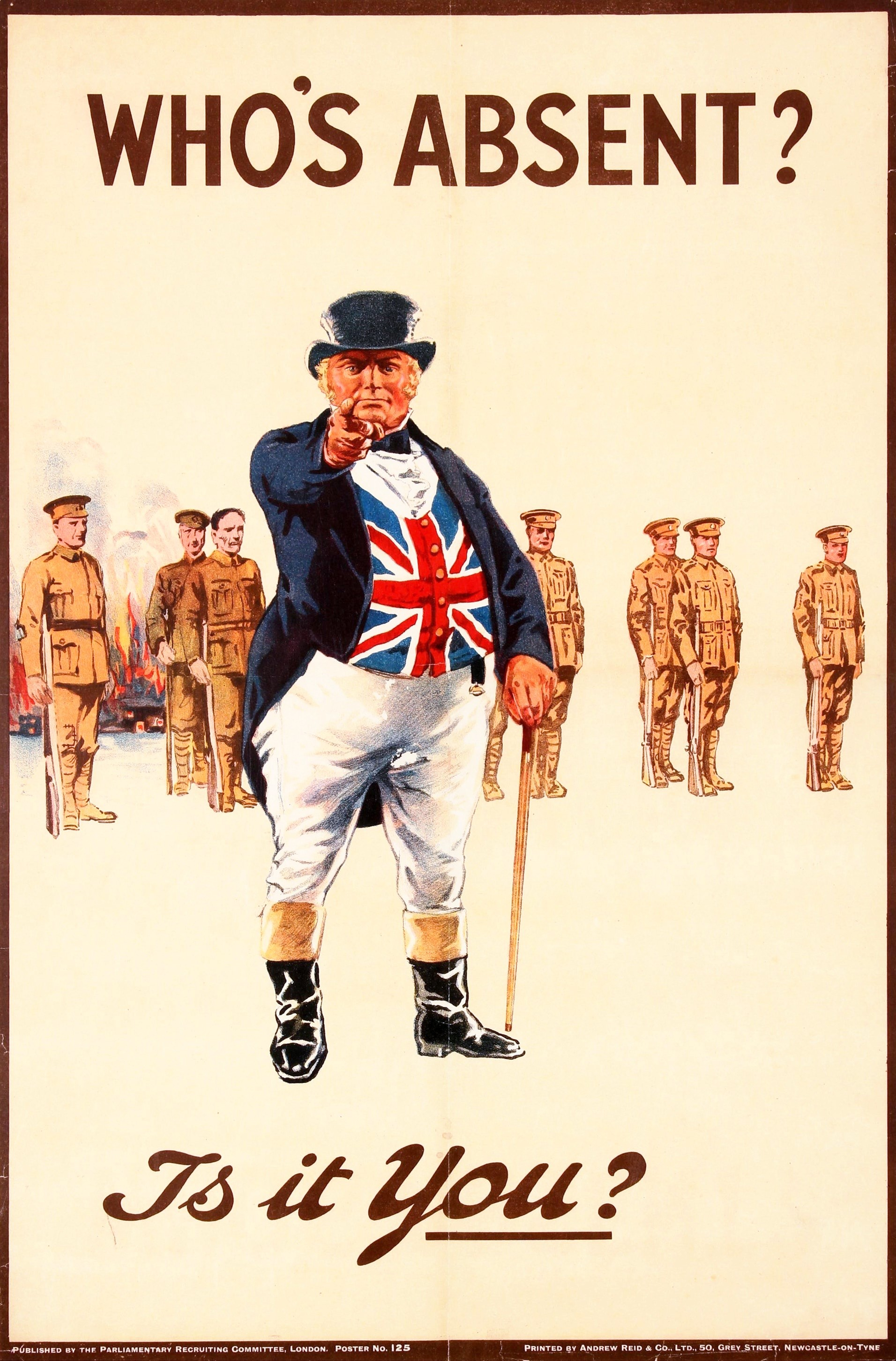
John Bull : « Qui manque à l'appel ? Est-ce vous ? » Poster de recrutement (1915).

À partir du XIXe siècle, la tenue vestimentaire de John Bull se standardise ; ses vêtements étaient typiques de la fin de l'ère Régence. Dans la célèbre affiche de recrutement de 1915, John Bull porte les vêtements de jour recommandés pour les messieurs du début du XIXe siècle par le dandy Beau Brummell, avec un haut-de-forme ajouté et le gilet au Union Jack. Les fantassins qui l'accompagnent, cependant, portent les uniformes kaki de l'époque,.

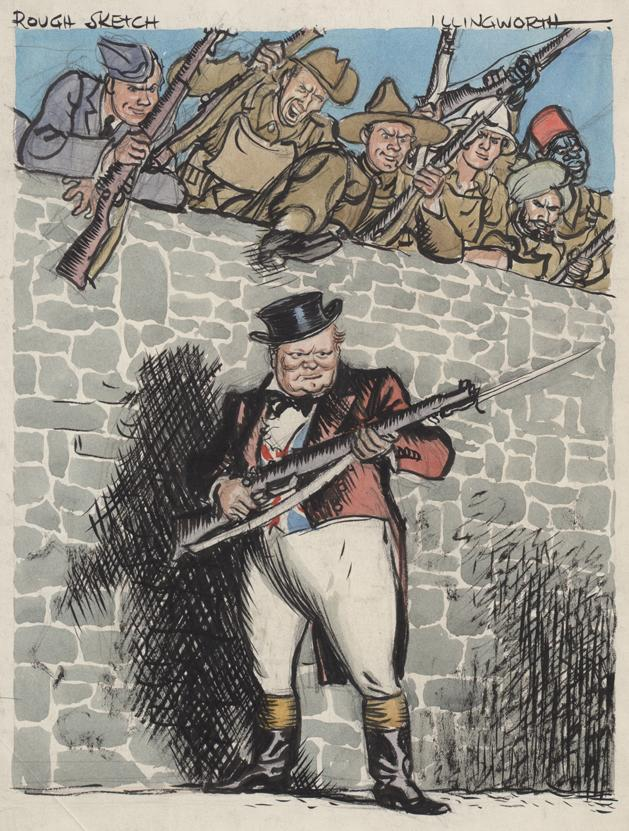
Le premier ministre britannique Winston Churchill en costume de John Bull. Caricature de, Seconde Guerre mondiale.

## Mrs Bull
Dans The History of John Bull, Mrs Bull (« Mme Bull »), la femme du personnage éponyme, était à l'origine dépeinte négativement, comme une femme avide et de mauvaise humeur; plus tard cependant, Arbuthnott l'a remplacée par une seconde épouse, dont le personnage a été décrit de manière plus positive comme fiable et intelligente. James Gillray a dépeint Mme Bull et les enfants du couple appauvris par l'implication de son mari dans les guerres révolutionnaires.

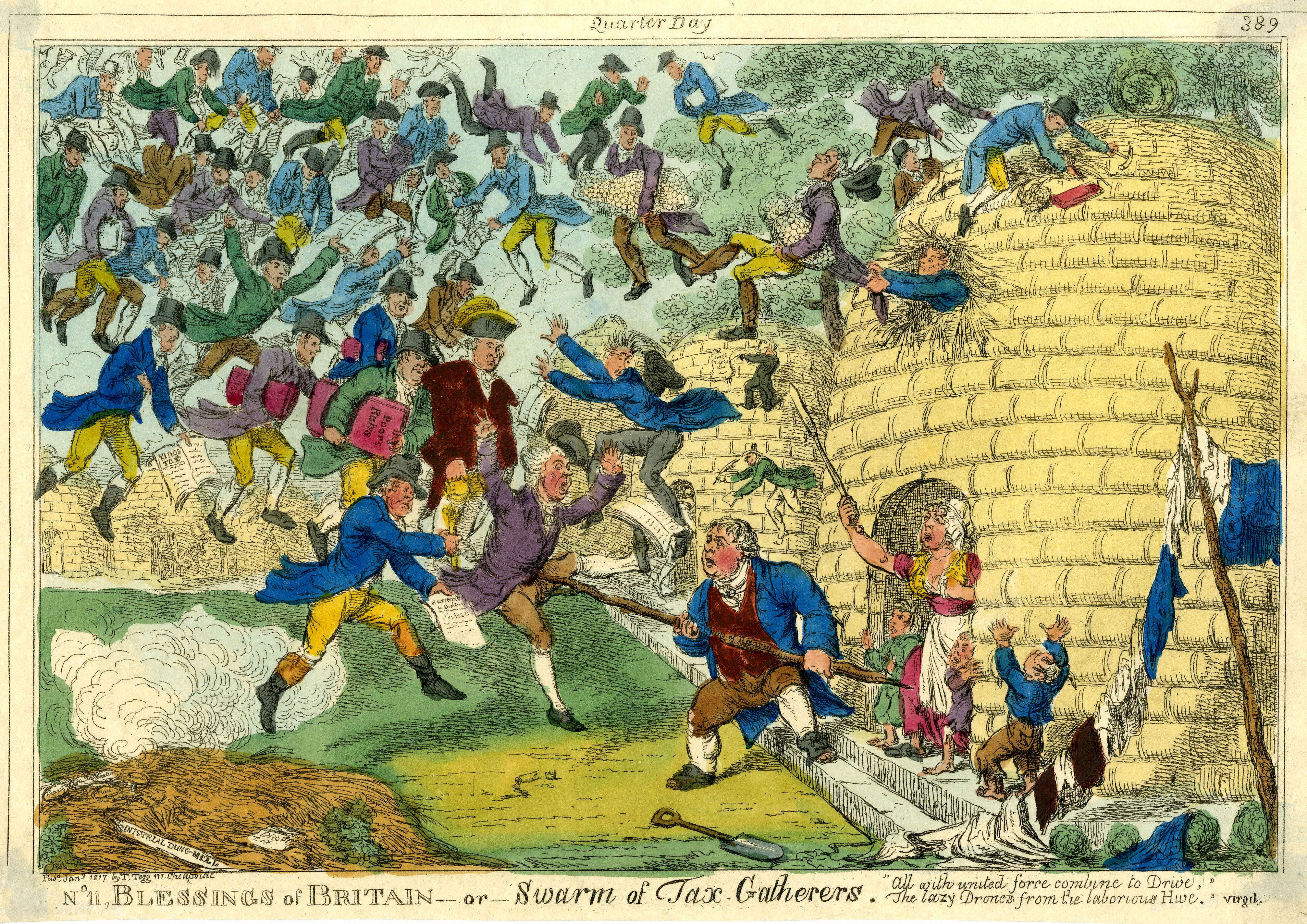
No.11, Blessings of Britain – or – Swarm of Tax-Gatherers Mme Bull aide à défendre la maison familiale (une ruche) contre un essaim de collecteurs d'impôts, que John Bull repousse avec un pieu marqué "Réforme". Caricature de Charles Williams, 1817.

Jones a élargi le rôle de Mme Bull et son personnage a exprimé sa préoccupation quant au caractère sacré du mariage traditionnel dans la France nouvellement laïque. En 1817, Charles Williams a représenté Mme Bull et son mari défendant leur maison contre des essaims de receveurs dans sa caricature « Blessings of Britain – or – Swarm of Tax-Gatherers ».